# Cabildo (New Orleans)
Il Cabildo è un edificio storico della città di New Orleans, in Louisiana. Durante la dominazione coloniale spagnola era la sede dell'amministrazione cittadina ed è ora il Museo Statale della Louisiana. Si trova su Jackson Square nei pressi della Cattedrale di St. Louis.

## Storia
Il Cabildo originale fu distrutto nel grande incendio del 1788. L'edificio fu ricostruito tra il 1795 e il 1799 come sede del governo municipale spagnolo a New Orleans. Nel 1821 lo stemma spagnolo fu rimosso dal frontone della facciata e sostituito con l'aquila americana con palle di cannone, eseguita dallo scultore italiano Pietro Cardelli, mentre il terzo piano mansardato fu poi aggiunto nel 1847, in stile francese. Il Cabildo è stato teatro di importanti avvenimenti della storia americana, come la cerimonia ufficiale dell'acquisizione statunitense della Louisiana nel 1803. Nei decenni seguenti continuò ad essere utilizzato dal consiglio comunale di New Orleans fino alla metà degli anni '50 del XIX secolo.
La sala principale dell'edificio, la Sala Capitolare, era originariamente utilizzata come aula di tribunale. Gli spagnoli usarono l'aula dal 1799 al 1803, mentre dal 1803 al 1812 fu usata dalla corte superiore territoriale della Louisiana. Negli anni tra il 1868 e il 1910, il Cabildo fu la sede della Corte Suprema della Louisiana. La Sala Capitolare è stata sede di alcuni importanti processi, tra cui quello di Plessy contro Ferguson.
Nel 1895 l'edificio era in uno stato di degrado tale che se ne propose la demolizione. L'artista William Woodward condusse allora una campagna di sensibilizzazione per preservare e restaurare l'edificio storico. Nel 1911 (dopo il trasferimento ad altro edificio dell'Alta corte dello stato), il Cabildo divenne la sede del Museo di Stato della Louisiana. Il museo espone manufatti sulla storia della Louisiana dalla sua istituzione fino all'Era della ricostruzione e sull'eredità dei gruppi etnici che hanno vissuto nello stato.
La costruzione è stata dichiarata monumento storico nazionale nel 1960.
Il Cabildo è stato ampiamente danneggiato da un incendio, l'11 maggio 1988, che ha distrutto la cupola e l'intero terzo piano, ma è stato restaurato prontamente e riaperto al pubblico nel 1994.
Nel 2005, il Cabildo è sopravvissuto all'Uragano Katrina, il cui occhio è passato a 48 km a est del centro, apportando danni relativamente minori. Alcuni giorni dopo la tempesta, la Polizia di Stato della Louisiana ha utilizzato gli uffici commerciali del Cabildo per creare quella che è stata chiamata Truppa N. del Cabildo. Le truppe statali hanno pattugliato le strade della città insieme alle agenzie di polizia del New Mexico e di New York.